# A Song for ××
A Song for ×× es el álbum debut de la cantante japonesa Ayumi Hamasaki, producido por Max Matsuura y lanzado el 1 de enero de 1999 bajo el sello avex trax.

## Detalles
Todas las letras del álbum fueron escritas por la misma Ayumi, lo que también comenzó poco a poco a quitar el estigma que algunos medios le habían dado con respecto a sus habilidades como artista e intérprete. Casi todas ellas reflejaban a una joven bastante asustada acerca del mundo que recién empezaba a conocer, y del miedo al fracaso, que ya había conocido con sus anteriores lanzamientos, y también habla de la soledad y de no poder expresar sus sentimientos como ella quiere, reflejando una inseguridad bastante marcada. Muchos que han escuchado el álbum, principalmente fanáticos, lo califican como uno de los mejores en materia de letras.
Aunque el título original tanto del álbum como de la canción "A Song for ××", las "××" no se pronuncian, ya que la letra X se usa constantemente en Japón para referirse a una información incompleta, o en este caso, ausente. Su similar en español sería "A Song for __", como un espacio con la incógnita hacia quién realmente va dedicada la canción.

## Lista de canciones
Todas las letras escritas por Ayumi Hamasaki.

| N.º | Título                           | Música           | Arreglistas(s)                 | Duración |  |
| 1.  | «Prologue» (música instrumental) | Yasuhiko Hoshino | Yasuhiko Hoshino               | 1:25     |  |
| 2.  | «A Song for ××»                  | Yasuhiko Hoshino | Yasuhiko Hoshino               | 4:44     |  |
| 3.  | «Hana»                           | Yasuhiko Hoshino | Yasuhiko Hoshino               | 4:07     |  |
| 4.  | «FRIEND»                         | Yasuhiko Hoshino | Akimitsu Honma                 | 4:11     |  |
| 5.  | «FRIEND II»                      | Mitsuru Igarashi | Mitsuru Igarashi               | 3:59     |  |
| 6.  | «Poker Face»                     | Yasuhiko Hoshino | Akimitsu Honma                 | 4:41     |  |
| 7.  | «Wishing»                        | Hideaki Kuwabara | Akimitsu Honma                 | 4:29     |  |
| 8.  | «You»                            | Yasuhiko Hoshino | Akimitsu Honma                 | 4:46     |  |
| 9.  | «As if...»                       | Kazuhito Kikuchi | Akimitsu Honma                 | 5:36     |  |
| 10. | «POWDER SNOW»                    | Hideaki Kuwabara | Akimitsu Honma                 | 5:27     |  |
| 11. | «Trust»                          | Takashi Kimura   | Akimitsu Honma, Takashi Kimura | 4:48     |  |
| 12. | «Depend on you»                  | Kazuhito Kikuchi | Akimitsu Honma, Takashi Morio  | 4:20     |  |
| 13. | «SIGNAL»                         | Hideaki Kuwabara | Akimitsu Honma                 | 4:25     |  |
| 14. | «from your letter»               | Akio Togashi     | Akio Togashi                   | 4:38     |  |
| 15. | «For My Dear...»                 | Yasuhiko Hoshino | Yasuhiko Hoshino               | 4:32     |  |
| 16. | «Present»                        | Yasuhiko Hoshino | Yasuhiko Hoshino               | 4:30     |  |

| Antecesor | Álbumes Originales de Ayumi Hamasaki | Sucesor    |
| --------- | ------------------------------------ | ---------- |
|           | Álbumes Originales de Ayumi Hamasaki | LOVEppears |

- Datos: Q305355